# Tripodion tetraphyllum
Tripodion tetraphyllum även blåsgetväppling är en ärtväxtart som först beskrevs av Carl von Linné, och fick sitt nu gällande namn av Jules Pierre Fourreau. Tripodion tetraphyllum ingår i släktet Tripodion och familjen ärtväxter. Inga underarter finns listade i Catalogue of Life.

## Bildgalleri

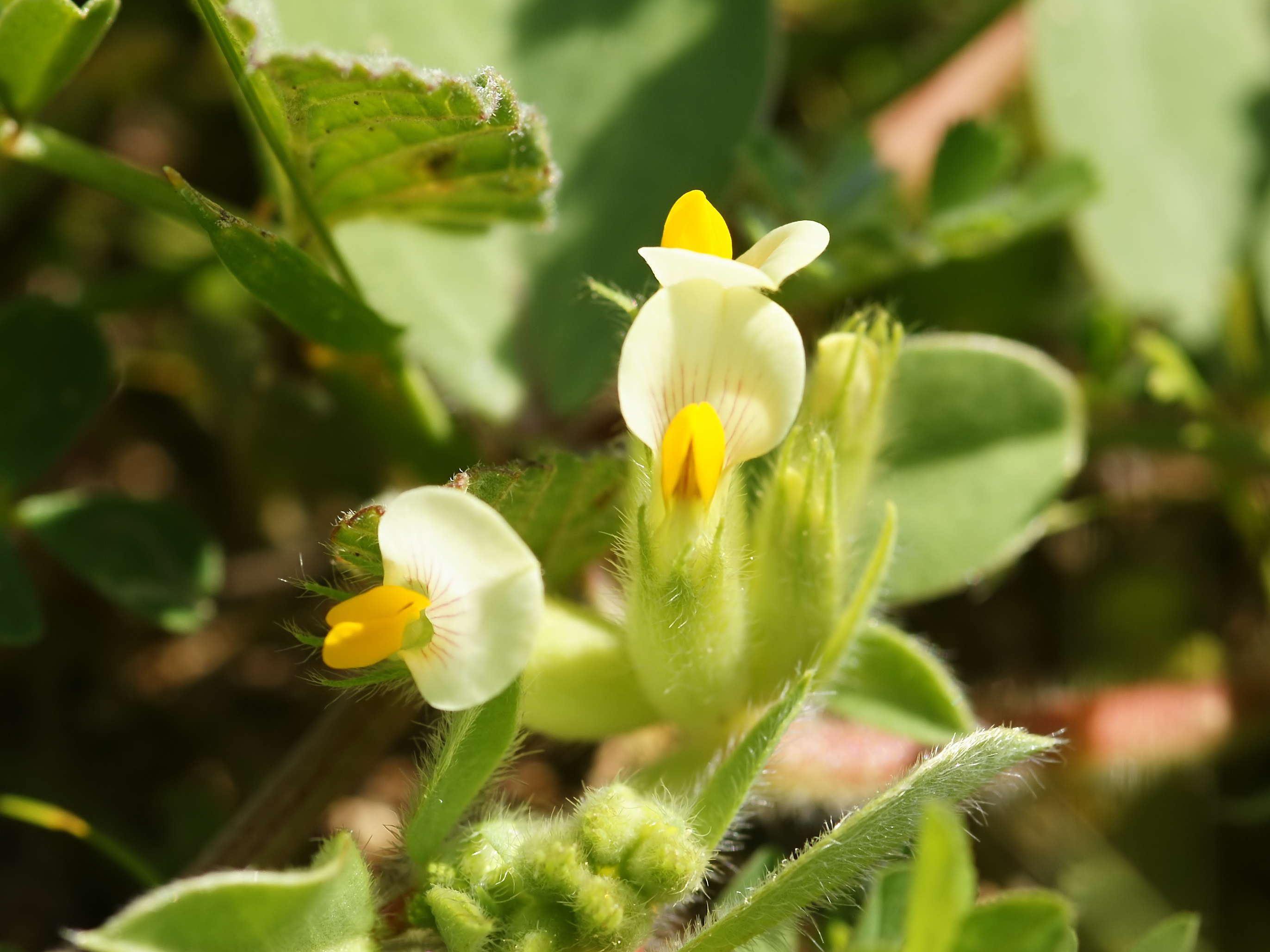
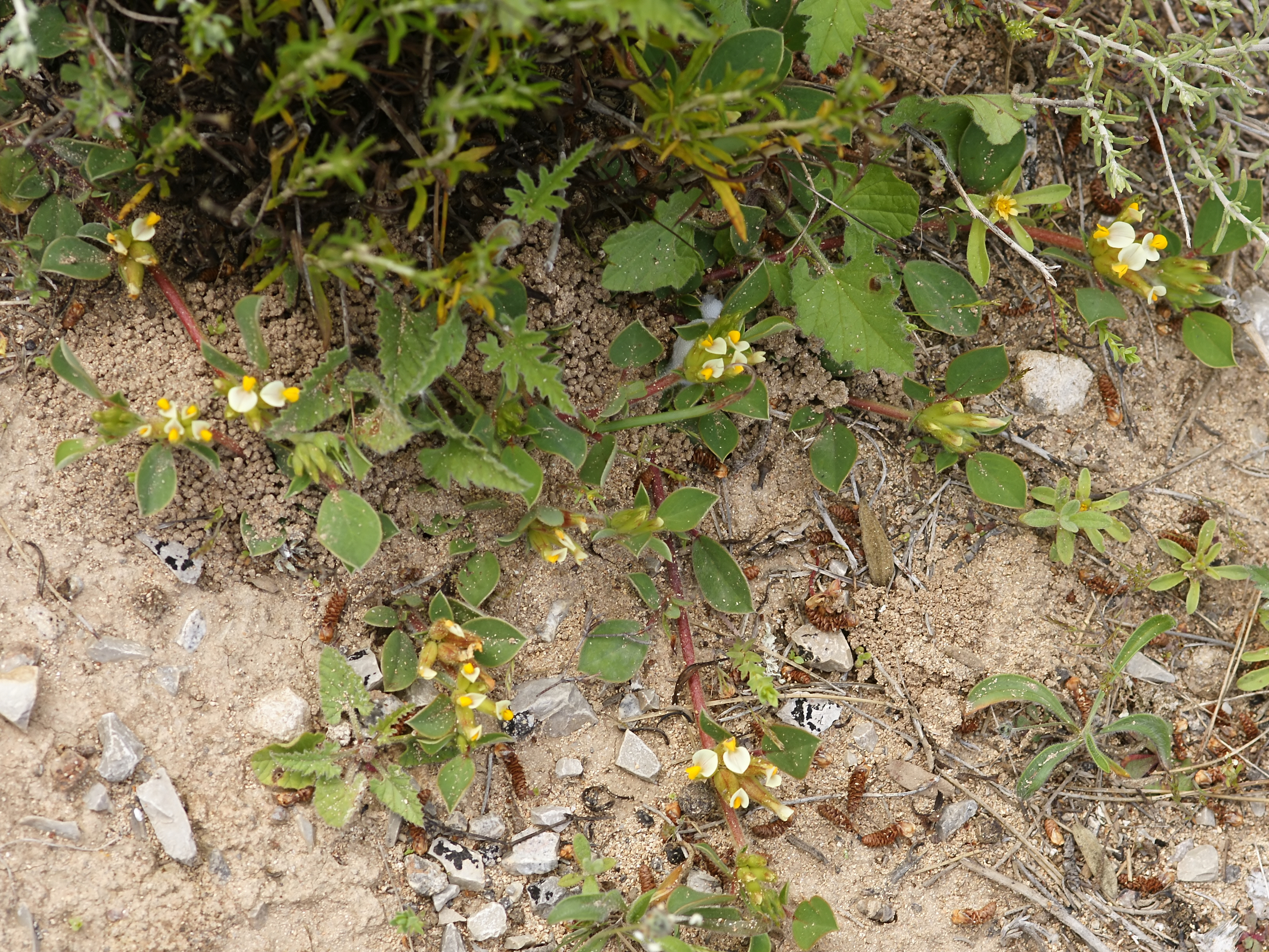
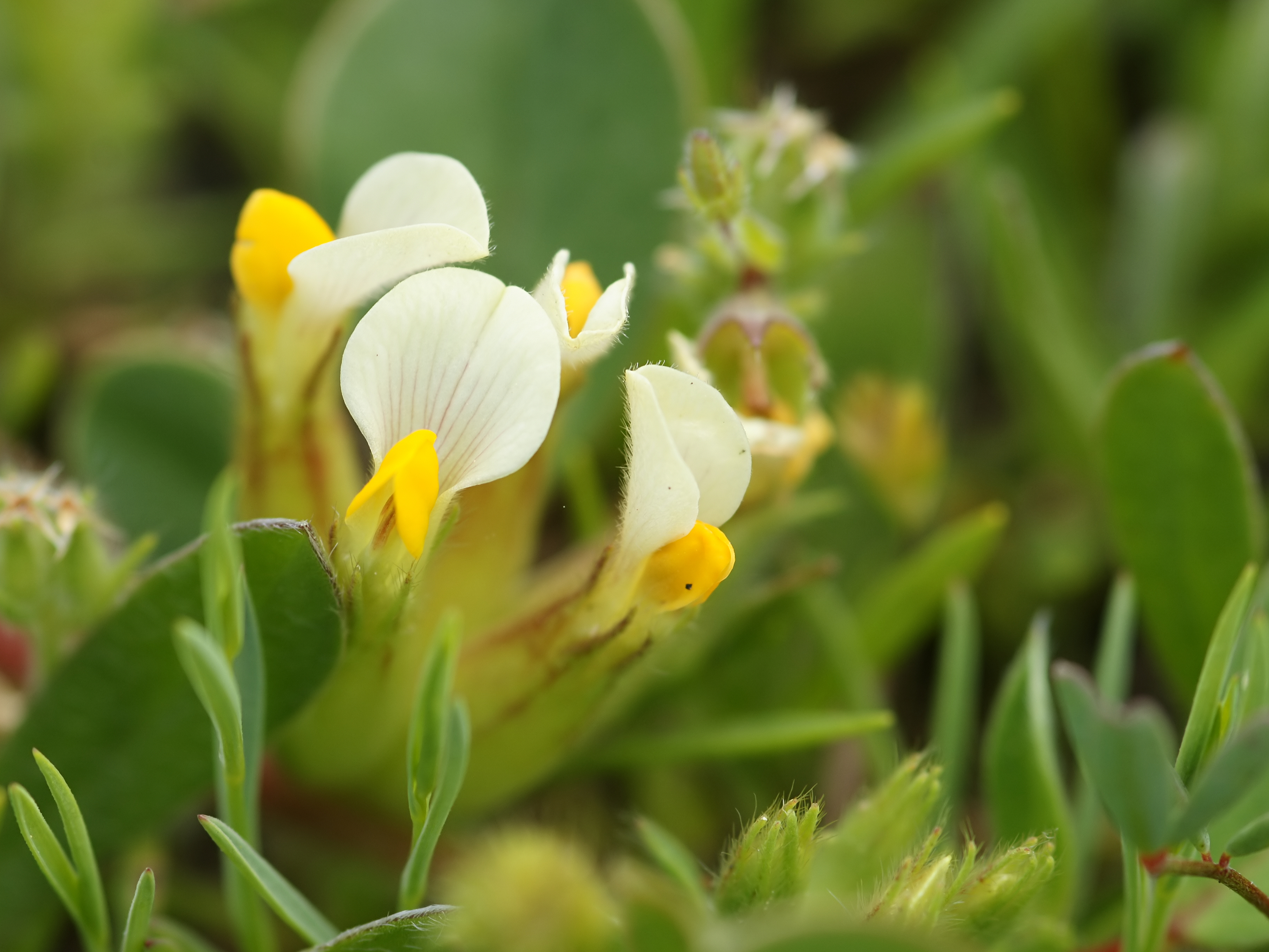
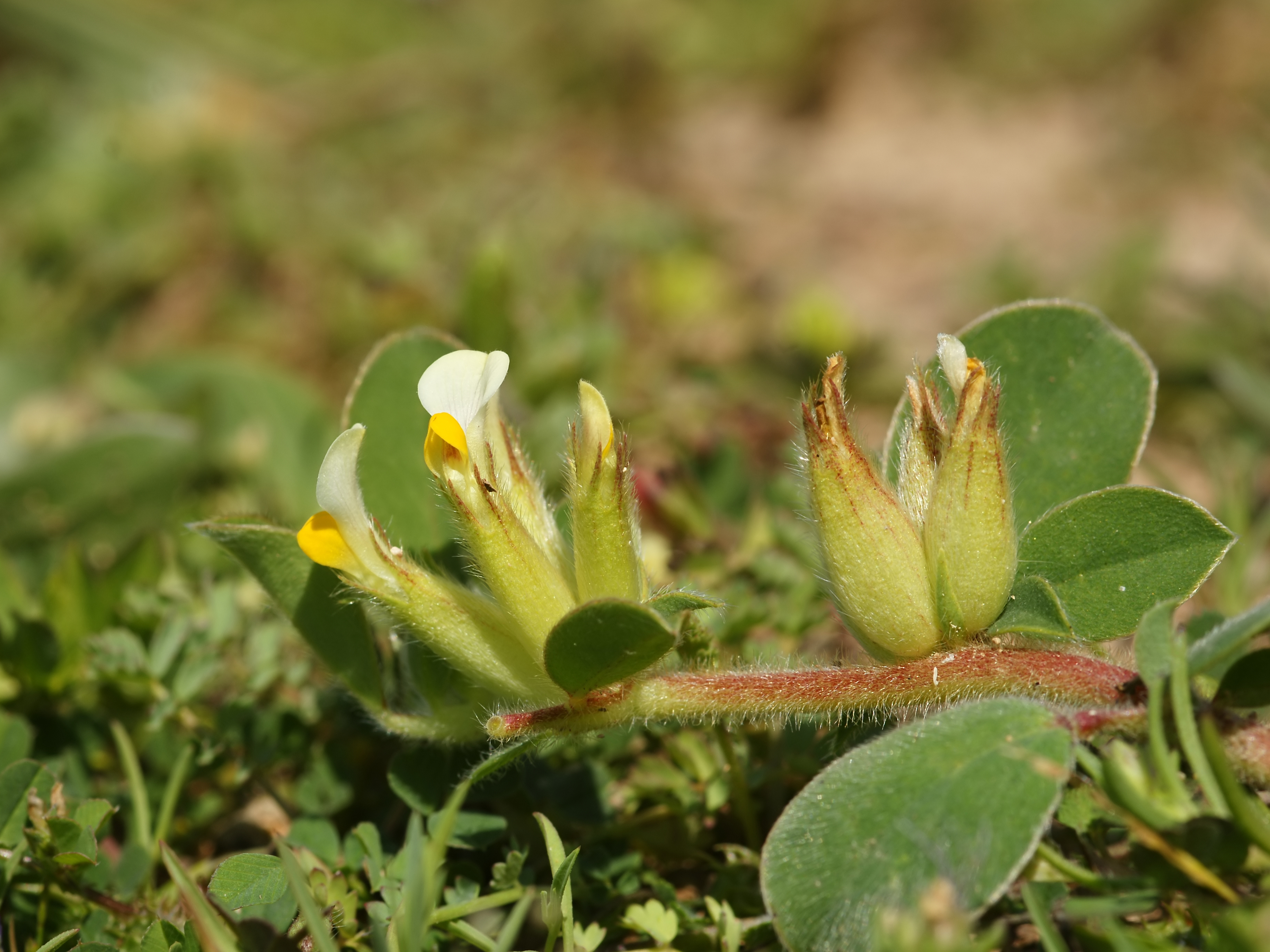